# 埃塞俄比亞中央統計局
埃塞俄比亞中央統計局是埃塞俄比亞的政府機構，提供調查和人口普查以監察經濟和社會發展，並作為該方面的官方訓練中心，在25個城市設有辦事處。
1984年、1994年和2007年進行人口和房屋的調查，其中1994年和2007年的人口普查能在網上查閱。1989年3月9日前，埃塞俄比亞中央統計局被稱為中央統計辦事處。

## 外部連結
- Central Statistics Agency website (English)（页面存档备份，存于）